# Schokoladenhai
Der Schokoladenhai (Dalatias licha) gehört zur Familie der Dalatiidae und stellt die einzige Art der Gattung der Vogelschnabel-Dornhaie (Dalatias) dar. Er ist in verschiedenen, abgegrenzten Gebieten der Tiefsee weltweit verbreitet und erreicht eine durchschnittliche Körperlänge von etwa 1,20 Metern. Der deutsche Trivialname „Schokoladenhai“ leitet sich von der tiefbraunen Färbung ab, im englischen Sprachraum ist diese Art als kitefin shark bekannt (wörtl. übersetzt etwa Drachenflossenhai).
Der Hai ernährt sich vor allem von Knochenfischen und Wirbellosen. Zudem kann er dank seiner Kieferform Fleischstücke aus größeren Tieren, etwa großen Haien und Walen, beißen. Der Schokoladenhai wird vor allem in Japan, Portugal und Südafrika befischt, hauptsächlich wegen des Leberöls und der Haut, die zu Leder verarbeitet wird. Die International Union for Conservation of Nature (IUCN) stufte ihn aufgrund des Fischereidrucks weltweit als gefährdet ein.

## Merkmale

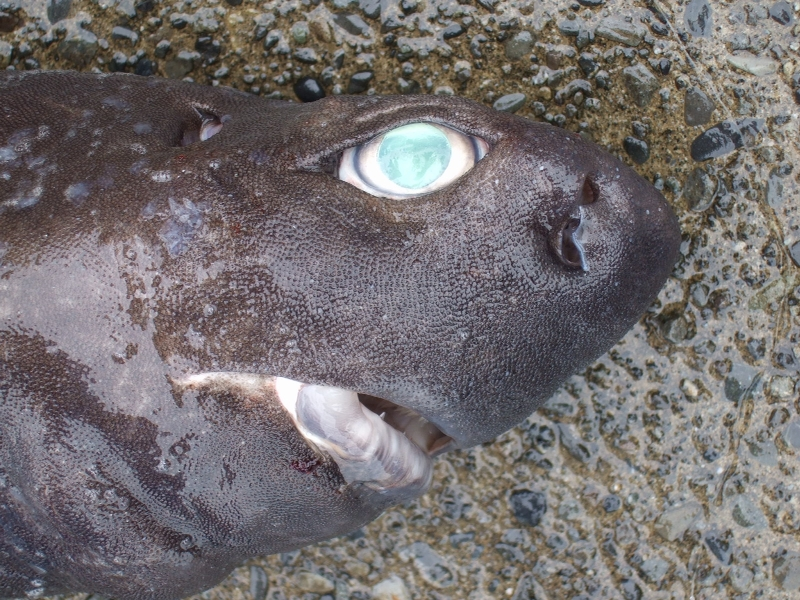
Kopf des Schokoladenhais mit großen Augen, kurzer Schnauze und dicken Lippen

Der sehr schlank gebaute Schokoladenhai erreicht eine Körperlänge von durchschnittlich 1,20 Metern bei einem Durchschnittsgewicht von 8 Kilogramm, kann in Einzelfällen jedoch bis zu 1,60 oder 1,80 Meter lang werden. Sein Körper ist sowohl auf dem Rücken als auch an den Flanken und der Bauchseite tiefbraun bis grau, manchmal auch leicht violett oder schwarz gefärbt, nur der Bereich um das Maul ist weiß. Auf der Rückenseite können schwach erkennbare schwarze Flecken ausgebildet sein, die Flossenränder sind weiß oder durchscheinend und die obere Schwanzspitze ist schwarz. 2003 wurde im Golf von Genua ein teilalbinotisches Exemplar gefangen, bei dem auf etwa 59 Prozent der Körperfläche die dunkle Farbe fehlte. Anders als in einem früheren Fall eines albinotischen Portugiesenhais wurde die Fähigkeit zum Beutefang durch diese Fehlfärbung nicht beeinträchtigt.
Die Schnauze ist sehr kurz ausgebildet und abgerundet, das Maul erscheint von unten betrachtet geradlinig. Die Lippen sind dick und mit Falten oder Fransen versehen. Die großen, dreispitzigen Zähne des Unterkiefers stehen in 17 bis 20 Zahnreihen, die jeweils eine sägeähnliche Struktur mit einer gemeinsamen Schneidkante bilden. Die länglichen, gebogenen Oberkieferzähne sind deutlich kleiner, haben nur eine Spitze und stehen in 16 bis 21 Zahnreihen. Auffällig sind die sehr großen Augen und Nasengruben und auch das recht große Spritzloch. Die fünf Kiemenspalten liegen alle parallel vor dem Ansatz der Brustflosse.
Der Hai besitzt zwei auffällige Rückenflossen, die jedoch anders als bei anderen Dornhaiartigen keine Flossendornen aufweisen. Die hintere Rückenflosse ist etwas größer als die vordere. Die erste Rückenflosse entspringt hinter dem freien Ende der Brustflossen, während die zweite Rückenflosse oberhalb der Bauchflossenbasis ansetzt. Die Brustflossen sind relativ klein, die Bauchflossen dagegen auffällig groß ausgebildet, eine Analflosse fehlt. Die Schwanzflosse besteht aus zwei Teilen (Lobi) und ist asymmetrisch, mit einem sehr kurzen unteren und einem großen oberen Lobus, der zudem einen großen Endlappen trägt. Von dem äußerlich ähnlichen Portugiesenhai (Centroscymnus coelolepis) unterscheidet sich der Schokoladenhai vor allem durch das Fehlen der Flossenstacheln. Die Hautschuppen sind klein und flach ausgebildet und besitzen einen einzelnen horizontalen Grat.
Der Schokoladenhai verfügt über die Fähigkeit der Biolumineszenz, die vor allem im Bauchraum sichtbar ist. Damit ist der Schokoladenhai Stand März 2021 das bisher größte bekannte Wirbeltier, das leuchten kann.

## Verbreitung

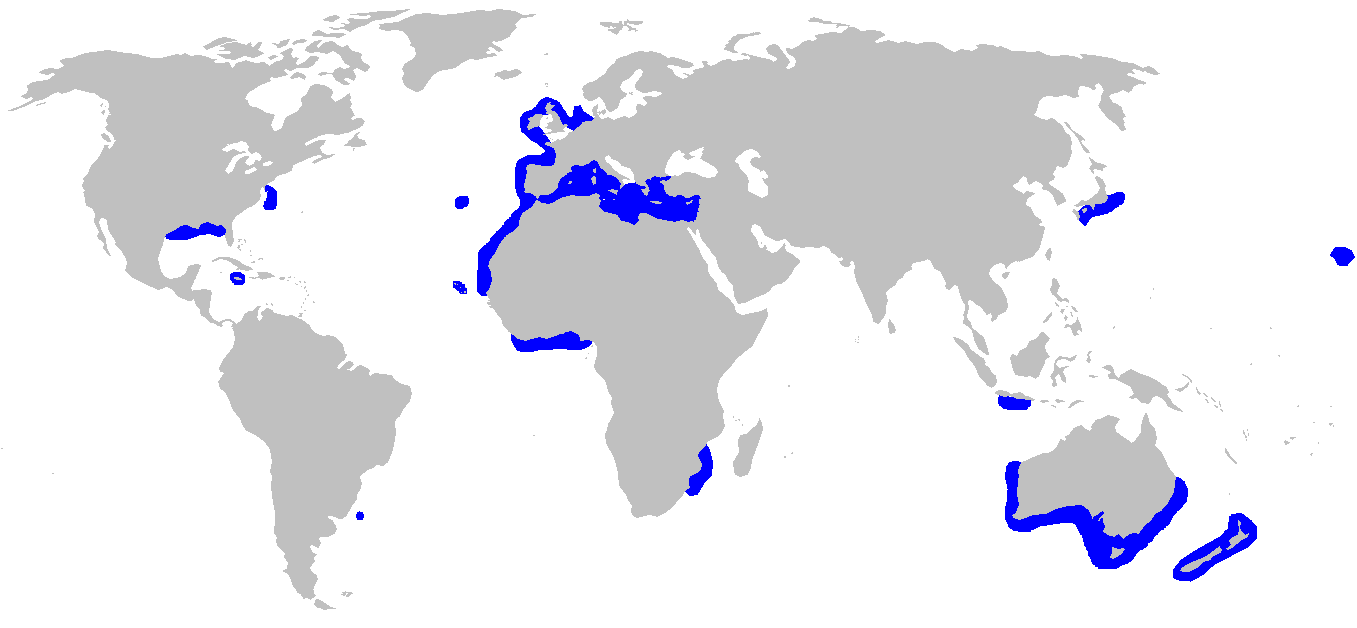
Verbreitungsgebiete des Schokoladenhais

Der Schokoladenhai ist weltweit in den tropischen und warm-gemäßigten Meeren verbreitet; zwischen den zahlreichen Einzelpopulationen findet nur ein geringer Genaustausch statt. Das Hauptverbreitungsgebiet liegt im Ostatlantik von der schottischen Küste bis nach Marokko und vor Madeira und den Azoren sowie im Westatlantik in der Gegend der Georges Bank im Golf von Maine und im nördlichen Golf von Mexiko. Außerdem findet man ihn im Mittelmeer, hier vor allem in der Ägäis, und als Irrgast auch in der Nordsee. Aus dem südlichen Atlantik gibt es nur einen Nachweis vor Süd-Brasilien. Er lebt zudem im Indischen Ozean und im Pazifik und kann vor den Küsten Südostafrikas (Südafrika und Mosambik), Australiens, Neuseelands, Japans und Hawaiis regelmäßig angetroffen werden. Für den nördlichen Bereich des Indischen Ozeans sowie den östlichen Pazifik liegen keine Funde vor.
Der Hai hält sich als Tiefseeart im Normalfall in Tiefen zwischen 90 und 1800 Metern auf, insbesondere im Bereich von 200 bis 600 Metern. Im Bereich der Azoren gibt es eine Segregation der Art nach Geschlecht, wobei sich die Weibchen in der Regel in etwa 230 Meter Tiefe und die Männchen in Tiefen zwischen 412 und 448 Metern aufhalten. Der Schokoladenhai bewohnt die äußeren Bereiche des Kontinentalschelfs und den oberen Bereich der Kontinentalhänge, außerdem lebt er im Bereich von Inseln sowie von Seebergen. Er ist die einzige Art seiner Familie, die häufiger nahe dem Meeresgrund gefunden werden kann als in der Wassersäule, gelegentlich kann er jedoch auch deutlich über dem Grund gefangen werden.

## Lebensweise
Schokoladenhaie sind in ihren Verbreitungsgebieten relativ häufig anzutreffen. Sie sind in der Regel Einzelgänger, können jedoch auch kleine Gruppen bilden. Sie sind langsame Schwimmer und besitzen eine große Leber mit einem hohen Squalenanteil, der ihnen aufgrund seiner geringen Dichte Auftrieb gibt und es so ermöglicht, ohne Aufwand in der Wassersäule zu schwimmen und zu stehen.
Nach Untersuchungen im Bereich der südafrikanischen Küste und im Golf von Genua beträgt das Verhältnis der Männchen zu den Weibchen an diesen Orten 2:1 bis 5:1; da entsprechende Verteilungen allerdings an anderen Orten nicht nachgewiesen werden konnten, handelt es sich mit großer Wahrscheinlichkeit um Fehler bei der Entnahme der Stichproben oder lokale Phänomene.

### Ernährung

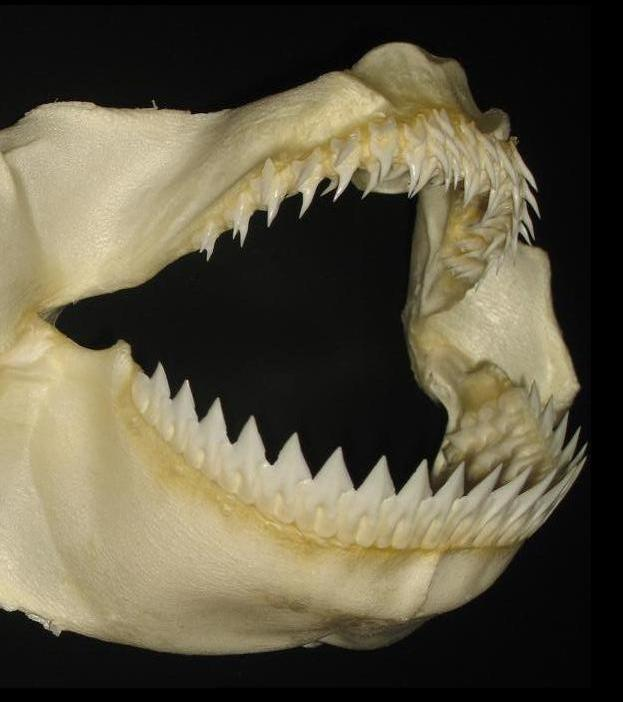
Die untere Zahnreihe des Schokoladenhais bildet eine durchgehende Schneidfläche, die es ihm erlaubt, Fleischstücke aus größeren Tieren zu beißen.

Der Schokoladenhai ist ein kräftiger und anpassungsfähiger Tiefseejäger, dessen kurze und robuste Kiefer ihm eine hohe Bisskraft verleihen. Er ernährt sich vor allem von Knochenfischen der Tiefsee wie Goldlachsen, Viperfischen, Barten-Drachenfischen, Barrakudinas, Grünaugen, Laternenfischen, Borstenmäulern, Dorschen, Grenadieren, Tiefsee-Skorpionfischen, Makrelen, Schlangenmakrelen, Tiefsee-Kardinalbarschen oder Seekröten. Neben diesen erbeutet er eine Reihe weiterer Beutetiere, darunter Rochen, kleinere Haie (Galeus, Squalus, Etmopterus und Centrophorus), Tintenfische und andere Kopffüßer, Krebstiere, Borstenwürmer und Staatsquallen. Wie die nahe verwandten Zigarrenhaie ist der Schokoladenhai zudem in der Lage, Fleischstücke aus größeren Tieren herauszubeißen, darunter große Haiarten und Wale. Durch den Nachweis von schnellschwimmenden Arten in seiner Ernährung wird angenommen, dass Schokoladenhaie auch Aas fressen oder Methoden entwickelt haben, mit denen sie auch Schnellschwimmer erbeuten können. Im Mittelmeer stellen Knochenfische das gesamte Jahr über die Hauptnahrung der Haie dar, gefolgt von kleinen Haien im Winter und Frühjahr, Krebstieren im Sommer und Kopffüßern im Herbst. Unter den gefangenen Tieren haben die Männchen im Gegensatz zu den Weibchen in der Regel einen gefüllten Magen, der Grund für diesen Unterschied ist nicht bekannt.

### Fressfeinde und Parasiten
Der Schokoladenhai wird vor allem von größeren Knochenfischen und Haien erbeutet. Außerdem ist er Bestandteil des Nahrungsspektrums des Pottwals (Physeter macrocephalus). Angaben über den Parasitenbefall dieser Art sind spärlich. Bei zwei Individuen, die vor der Küste von Irland gefangen wurden, konnten drei Arten von Fadenwürmern festgestellt werden, von denen eine als Anisakis simplex (L3-Larvenstadium) identifiziert werden konnte und eine weitere wahrscheinlich die Larve einer Raphidascaris-Art war.

### Fortpflanzung und Entwicklung
Schokoladenhaie bringen ihre Jungtiere lebend zu Welt, wobei sich diese ohne Plazenta im Inneren der Gebärmutter (Uterus) entwickeln und von einem Dottervorrat ernährt werden (aplazental vivipar). Die ausgewachsenen Weibchen haben zwei funktionierende Eierstöcke sowie zwei Uteri, die nicht unterteilt sind. Eine abgegrenzte Fortpflanzungsphase gibt es nicht. Im Mittelmeer werden über das gesamte Jahr Jungtiere zur Welt gebracht, wobei es jeweils im Frühjahr und im Herbst einen Anstieg der Geburtenrate gibt. Zwischen den Tragzeiten besteht bei den Weibchen wahrscheinlich eine Pause von etwa einem Jahr.
Die Anzahl der Junghaie beträgt zwischen 10 und 16 und nimmt mit der Größe der Weibchen zu. Bei der Geburt haben sie, nach einer Entwicklungszeit von etwa zwei Jahren, eine Länge von 30 bis 45 Zentimeter, die je nach Region variiert.
Die männlichen Haie erreichen ihre Geschlechtsreife mit einer Länge von 77 bis 121 Zentimeter, die Weibchen erst bei einer Körperlänge von 117 bis 159 Zentimeter. Ein Zusammenhang zwischen der individuellen Geburtsgröße, der Größe zur Erlangung der Geschlechtsreife und der späteren maximalen Körperlänge der einzelnen Tiere besteht nicht.

## Evolution und Systematik
Die ältesten fossilen Zähne, die eindeutig dem Schokoladenhai zugeordnet werden, stammen aus dem Mittleren Eozän wie etwa jene, die in den Bortonia-Schichten Neuseelands gefunden wurden und die auf ein Alter von 43 bis 37 Millionen Jahren geschätzt werden. Außerdem wurden Dalatias-Zähne unterschiedlichen Alters in Europa, der ehemaligen Sowjetunion, Japan und im westlichen Indien gefunden. Dabei werden die heute dieser Art zugeordneten Fossilien historisch unter einer Vielzahl unterschiedlicher Namen beschrieben.

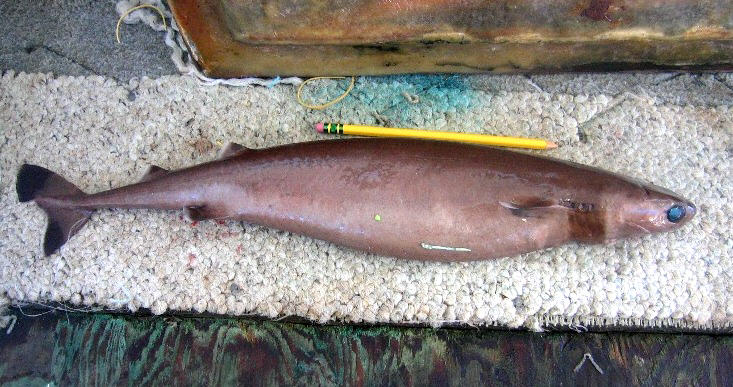
Der Zigarrenhai (Isistius brasiliensis), bekannt für seine Ernährung durch Ausbeißen von Fleischstücken aus größeren Fischen, ist der nächste Verwandte des Schokoladenhais.

Die wissenschaftliche Erstbeschreibung des Schokoladenhais erfolgte unter dem Namen Squalus licha durch den französischen Naturforscher Pierre Joseph Bonnaterre in dessen Tableau encyclopédique et méthodique des trois regnes de la nature von 1788. Das Typus-Exemplar, das nach seiner Beschreibung vom „Le cap Breton“ stammte, ging verloren. Später wurde der Hai in eine eigene Gattung Dalatias durch die Beschreibung des Synonyms Dalatias sparophagus durch Constantine Rafinesque im Jahr 1810 eingeordnet. Auf dieser Grundlage wird der aktuelle Gattungsname von einigen Wissenschaftlern als Nomen dubium abgelehnt und der dritte verfügbare Name, Scymnorhinus, bevorzugt.
Auf der Basis phylogenetischer Untersuchungen wird heute angenommen, dass die nächsten Verwandten des Schokoladenhais innerhalb der Dalatiidae die Zigarrenhaie (Gattung Isistius) sind, mit denen er eine Reihe von gemeinsamen Merkmalen der Bezahnung, des Skeletts und der Muskulatur aufweist.
|      | sonstige Dalatiidae                                                                                 |
|      | |
| N.N. | \| \| Schokoladenhai (Dalatias licha) \| \| \| \| \| \| Zigarrenhaie (Gattung Isistius) \| \| \| \| |
|      | \| \| Schokoladenhai (Dalatias licha) \| \| \| \| \| \| Zigarrenhaie (Gattung Isistius) \| \| \| \| |
|      | Schokoladenhai (Dalatias licha)                                                                     |
|      | |
|      | Zigarrenhaie (Gattung Isistius)                                                                     |
|      | |

|  | Schokoladenhai (Dalatias licha) |
|  |                                 |
|  | Zigarrenhaie (Gattung Isistius) |
|  |                                 |

Eine Trennung der beiden Gattungen wird für den Zeitraum kurz nach der Kreide-Tertiär-Grenze angenommen, also vor etwa 65,5 Millionen Jahren, infolge der adaptiven Radiation durch die Anpassung der aus der Tiefsee kommenden Dornhaie an relativ oberflächennahe Meereszonen und Flachwasserhabitate.

## Verhältnis zum Menschen
Aufgrund der Lebensräume im Bereich der Tiefsee an Kontinentalhängen sowie seiner geringen Größe ist der Schokoladenhai für den Menschen ungefährlich. Zähne des Hais wurden in Tiefseekabeln gefunden, in die sich die Tiere wahrscheinlich verbissen hatten.

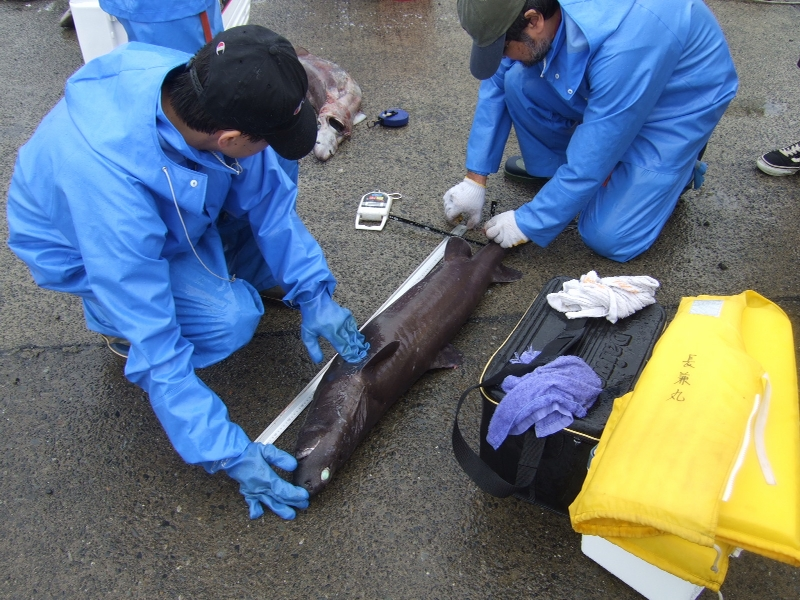
Japanische Wissenschaftler bei der Vermessung eines Schokoladenhais.

Insbesondere in Japan, Südafrika sowie in Portugal und Spanien wird der Schokoladenhai gemeinsam mit anderen Haiarten, vor allem dem Portugiesenhai (Centroscymnos coelolepis), auf verschiedene Weise als Speisefisch (meist gesalzen und gepökelt) sowie als Leberöl- oder Lederlieferant genutzt. Dabei wird die Haut als Echtes Chagrin für verschiedene Schmuckgegenstände sowie für ein als „boroso“ bezeichnetes spanisches poliertes Leder genutzt. Außerdem wird er gemeinsam mit weiteren Arten von Beifang zu Fischmehl verarbeitet. Im Bereich des westlichen Atlantiks wird der Hai nicht genutzt.
Die zunehmende und kontinuierliche Ausweitung der kommerziellen Fischerei im Bereich der Tiefsee führte zunehmend zu einer Überfischung und einem Rückgang dieser und anderer Tiefseearten, die in der Regel über langsame Wachstumsraten, lange Reproduktionszeiten und geringe Nachwuchszahlen verfügen. Vor allem im Bereich der Azoren brach dadurch die kommerzielle Fischerei auf diese und andere Arten zusammen. Hier begann die kommerzielle Fischerei nach dem Schokoladenhai in den frühen 1970er Jahren, um das Leberöl der Haie zu gewinnen. In den frühen 1980er Jahren wurde die Fischereiflotte vergrößert und durch den Einsatz von Grundschleppnetzen industrialisiert. Im Jahr 1984 wurde dadurch ein Maximum von 937 Tonnen gefangen, danach ging der Haifang rapide zurück und lag nach 1991 bei weniger als 15 Tonnen im Jahr, weshalb die Fischerei bei gleichzeitigem Rückgang des Leberölpreises zum Ende der 1990er Jahre eingestellt werden musste. Eine Untersuchung der Populationen hat ergeben, dass durch die Fischerei die Bestände dieser Art im nordwestlichen Atlantik auf etwa die Hälfte der ursprünglichen Biomasse gefallen sind.
Den größten Anteil des Fangs von Schokoladenhaien haben Portugal und Japan, wobei die Haie vor allem als Beifang bei der Schleppnetzfischerei und der Langleinenfischerei eingebracht werden. Portugal gab für das Jahr 2000 eine Fangmenge von 282 Tonnen und für 2003 von 119 Tonnen Schokoladenhaie an. In anderen Bereichen des nordöstlichen Atlantiks ist dieser Hai vergleichsweise selten und die angegebenen Fangzahlen sind häufig durch Verwechslungen mit anderen Haiarten unbrauchbar. Dabei werden einige der Haie in der unspezifischen Netzfischerei im Tiefseebereich westlich der Britischen Inseln gefangen, in dem nach Schätzungen die Bestände seit den 1970er Jahren um bis zu 94 Prozent zurückgegangen sind. Auch im Mittelmeer wird der Hai nicht direkt befischt und in der Regel als Beifang angelandet. Obwohl sie in der Regel lebend ins Wasser zurückgeworfen werden, überleben die meisten Individuen nicht. Im Bereich von Australien nehmen die Fangzahlen vor allem aufgrund der Lockerung der Regelungen für den maximalen Quecksilbergehalt in Fischen und Meeresfrüchten zu. Der Schokoladenhai ist dabei nicht über eine Quotenregelung betroffen. In Neuseeland hatte die Fischerei auf diese Art ihren Höhepunkt zwischen 1986 und 1997 und ging seitdem zurück. Die International Union for Conservation of Nature (IUCN) stufte den Schokoladenhai entsprechend weltweit als Art der Vorwarnliste („near threatened“) und im nordöstlichen Atlantik aufgrund der vorliegenden Daten als gefährdet („vulnerable“) ein. Stand 2025 wird der Schokolandenhai von der IUCN weltweit als gefährdet eingestuft.